# Mexicaanse stekelmuisgoffer
De Mexicaanse stekelmuisgoffer (Heteromys irroratus)  is een zoogdier uit de familie van de wangzakmuizen (Heteromyidae). De wetenschappelijke naam van de soort werd voor het eerst geldig gepubliceerd door Gray in 1868.

## Voorkomen
De soort komt voor in Mexico en de Verenigde Staten.